# نارولیا
نارولیا (به لاتین: Naroulia) یک منطقهٔ مسکونی در بلاروس است که در منطقه گومل واقع شده‌است. نارولیا ۷٬۹۱۰ نفر جمعیت دارد.